# Ессекс (округ, Массачусетс)
Шаблон:StateAbbr_ 42°38′08″ пн. ш. 70°58′15″ зх. д. / 42.635475° пн. ш. 70.970825° зх. д.
Округ  Ессекс  (англ. Essex County) — округ (графство) у штаті  Массачусетс, США. Ідентифікатор округу 25009.

## Демографія
За даними перепису 
2000 року 
загальне населення округу становило 723419 осіб, зокрема міського населення було 688898, а сільського — 34521.
Серед мешканців округу чоловіків було 346421, а жінок — 376998. В окрузі було 275419 домогосподарств, 185094 родин, які мешкали в 287144 будинках.
Середній розмір родини становив 3,15.
Віковий розподіл населення поданий у таблиці:
| Стать    | До 15 років | 15-21 | 22-29 | 30-39 | 40-49 | 50-65 | 65-85 | Понад 85 |
| -------- | ----------- | ----- | ----- | ----- | ----- | ----- | ----- | -------- |
| Чоловіки | 78686       | 30773 | 30640 | 56215 | 56790 | 53868 | 35772 | 3677     |
| Жінки    | 74883       | 30262 | 32707 | 59646 | 60379 | 58264 | 50609 | 10248    |

## Виноски
1. ↑  U.S. Decennial Census. United States Census Bureau. Архів оригіналу за 26 квітня 2015. Процитовано 16 вересня 2014.
2. ↑  Historical Census Browser. University of Virginia Library. Архів оригіналу за 11 серпня 2012. Процитовано 16 вересня 2014.
3. ↑  Population of Counties by Decennial Census: 1900 to 1990. United States Census Bureau. Архів оригіналу за 28 квітня 2015. Процитовано 16 вересня 2014.
4. ↑  Census 2000 PHC-T-4. Ranking Tables for Counties: 1990 and 2000 (PDF). United States Census Bureau. Архів оригіналу (PDF) за 18 грудня 2014. Процитовано 16 вересня 2014.
5. ↑  State & County QuickFacts. United States Census Bureau. Архів оригіналу за 10 липня 2011. Процитовано 5 вересня 2013.(англ.) Наведено за англійською вікіпедією.
6. ↑  American FactFinder. Бюро перепису населення США. Архів оригіналу за 21 травня 2008. Процитовано 31 січня 2008.

| США | Це незавершена стаття з географії США. Ви можете допомогти проєкту, виправивши або дописавши її. |